# Eriophyes
Genre
Eriophyes est un genre d'acariens de la famille des Eriophyidae.

## Liste d'espèces
Selon BioLib (9 novembre 2024) :
- Eriophyes albaespinae Cotte, 1912
- Eriophyes alniincanae Nalepa, 1919
- Eriophyes altisonorae (Keifer, 1979)
- Eriophyes ambrosiae Cook, 1906
- Eriophyes amelancheus Nalepa, 1926
- Eriophyes anthocoptes (Nalepa, 1892)
- Eriophyes antiquus (Heyden, 1860)
- Eriophyes arianus (G. Canestrini, 1891)
- Eriophyes armandis Xue & Hong, 2006
- Eriophyes armeniacus Bagdasarian, 1970
- Eriophyes aroniae (G. Canestrini, 1891)
- Eriophyes attenuatus (Murray, 1877)
- Eriophyes bennetti Xue & Zhang, 2008
- Eriophyes betulae Stebbins, 1909
- Eriophyes betulinus Nalepa, 1919
- Eriophyes beutenmulleri Cockerell, 1908
- Eriophyes breechi (Keifer, 1939)
- Eriophyes bromusi Skoracka, Shi & Pacyna, 2001
- Eriophyes brownei Keifer, 1966
- Eriophyes burtsi Wilson & Oldfield, 1966
- Eriophyes buxi (G. Canestrini, 1891)
- Eriophyes callitris Keifer, 1960
- Eriophyes calycobius (Nalepa, 1891)
- Eriophyes canestrinii (Nalepa, 1891)
- Eriophyes caricis Keifer, 1944
- Eriophyes carueli (G. Canestrini, 1892)
- Eriophyes casearius Wang, Tan & Yang, 2015
- Eriophyes casuarinae Channabasavanna, 1966
- Eriophyes cerasicrumena (Walsh, 1868)
- Eriophyes chamaemespili Nalepa, 1926
- Eriophyes cotini Janezic, 1988
- Eriophyes cotoneastri (G. Canestrini, 1891)
- Eriophyes crataegi (G. Canestrini, 1891)
- Eriophyes crinites Nalepa, 1930
- Eriophyes cupulariae Cotte, 1912
- Eriophyes cyperi Channabasavanna, 1966
- Eriophyes digitatae Ueckermann, 1993
- Eriophyes distinguendus (Kieffer, 1902)
- Eriophyes diversipunctatus (Nalepa, 1890)
- Eriophyes dracophylli Lamb, 1953
- Eriophyes dryadis Roivainen, 1951
- Eriophyes durmitorensis Petanovic & Boczek, 1990
- Eriophyes emarginatae Keifer, 1939
- Eriophyes ensifoliae Mohanasundaran, 1989
- Eriophyes epimedii Janezic, 1988
- Eriophyes equiseti (Farkas, 1960)
- Eriophyes eremus Druciarek & Lewandowski, 2016
- Eriophyes euphorbiae (Nalepa, 1891)
- Eriophyes euryporus Nalepa, 1919
- Eriophyes evodiae Nalepa, 1918
- Eriophyes exilis (Nalepa, 1892)
- Eriophyes flacourtiae Nalepa, 1914
- Eriophyes forsythiae Domes, 2000
- Eriophyes fragariae Küster, 1911
- Eriophyes frauenfeldi (Heeger, 1859)
- Eriophyes fusiformis (Fockeu, 1892)
- Eriophyes gallitor Flechtmann & Etienne, 2005
- Eriophyes gardeniella Keifer, 1964
- Eriophyes gentianae (Thomas, 1885)
- Eriophyes georgeae Xue & Zhang, 2008
- Eriophyes goniothorax Nalepa, 1889
- Eriophyes hispidus Cotte, 1916
- Eriophyes hoheriae Lamb, 1952
- Eriophyes homophyllus Nalepa, 1926
- Eriophyes hypoesti Ueckermann, 1993
- Eriophyes hypophyllus Nalepa, 1929
- Eriophyes inangulis Nalepa, 1919
- Eriophyes insidiosus Keifer & Wilson, 1955
- Eriophyes ipomoeae Cook, 1909
- Eriophyes junipereti Keifer, 1960
- Eriophyes laevis (Nalepa, 1889)
- Eriophyes lateannulatus Schulze, 1918
- Eriophyes laurae (Mohanasundaram, 1981)
- Eriophyes lauricolus (Nuzzaci & Vovlas, 1977)
- Eriophyes leionotus (Nalepa, 1891)
- Eriophyes leiosoma (Nalepa, 1892)
- Eriophyes lentiginosus Mitrofanov, Sharonov & Sekerskaja, 1983
- Eriophyes leptophyllae Manson, 1984
- Eriophyes liangi Shi, 2000
- Eriophyes licopolii Trotter & Cecconi, 1902
- Eriophyes lineatus Nalepa, 1914
- Eriophyes lissonotus (Nalepa, 1919)
- Eriophyes litchii Keifer, 1943
- Eriophyes lithocarpi Keifer, 1955
- Eriophyes loewi (Nalepa, 1890)
- Eriophyes lonchocarpi Smith-Meyer & Ueckerman, 1989
- Eriophyes macarangae Nalepa, 1921
- Eriophyes magnus Wang & Huang, 2011
- Eriophyes mali Nalepa, 1926
- Eriophyes malimarginemtorquens (Nalepa, 1917)
- Eriophyes manilkarae (Keifer, 1977)
- Eriophyes marginatus Connold, 1901
- Eriophyes marginemtorquens (Nalepa, 1917)
- Eriophyes mariscus Roivainen, 1950
- Eriophyes matisiae (Keifer, 1972)
- Eriophyes melaleucae (Keifer, 1974)
- Eriophyes menthae Molliard, 1905
- Eriophyes metrosideri (Keifer, 1973)
- Eriophyes miconiae Cook, 1906
- Eriophyes mimusi Smith-Meyer & Ueckerman, 1989
- Eriophyes minusculus (Livshitz, Mitrofanov & Vasilyeva, 1979)
- Eriophyes moeszi Rainiss, 1940
- Eriophyes morindae (Mohanasundaram, 1981)
- Eriophyes muriculatus Livshits & Mitrofanov, 1982
- Eriophyes orientalis (Fockeu, 1892)
- Eriophyes oxycedri Mitrofanov & Vasilyeva, 1982
- Eriophyes padi Domes, 2000
- Eriophyes parabuxi Keifer, 1964
- Eriophyes parapteridis Livshits, Mitrofanov & Sharonov, 1983
- Eriophyes paritii Cook, 1906
- Eriophyes parrotiae Ranjbar, Haddad & Lotfollahi, 2019
- Eriophyes parsonsiae Manson, 1984
- Eriophyes parviflorae Rainiss, 1940
- Eriophyes peucedani (G. Canestrini, 1892)
- Eriophyes peyritschi (Dalla Torre, 1892)
- Eriophyes phellodendri Berezantsev, 1989
- Eriophyes pilifex Kieffer, 1902
- Eriophyes plaginus Manson, 1984
- Eriophyes planchonellus Manson, 1984
- Eriophyes platani Domes, 2002
- Eriophyes propinquus Nalepa, 1926
- Eriophyes pruni (Murray, 1877)
- Eriophyes prunianus Nalepa, 1926
- Eriophyes prunispinosae Nalepa, 1926
- Eriophyes pseudoinsidiosus Wilson, 1965
- Eriophyes pteridis (Molliard, 1898)
- Eriophyes pustulatum Connold, 1901
- Eriophyes pyracanthae Whitehouse, 1922
- Eriophyes pyri (Pagenstecher, 1857)
- Eriophyes quadrifidus Smith-Meyer & Ueckerman, 1989
- Eriophyes quercichrysolepis Wilson & Oldfield, 1966
- Eriophyes qwaqwanus Smith-Meyer & Ueckerman, 1989
- Eriophyes rhamni (Pagenstecher, 1857)
- Eriophyes rhodites Nalepa, 1914
- Eriophyes ricinellae Cook, 1909
- Eriophyes rotundae Mohanasundaram, 1983
- Eriophyes rubicolens (G. Canestrini, 1891)
- Eriophyes rubifolii Channabasavanna, 1966
- Eriophyes rutgeri (Haitlinger, 2003)
- Eriophyes salicicola (Garman, 1883)
- Eriophyes semen (Walsh, 1864)
- Eriophyes septemlineatus Petanovic, 1991
- Eriophyes sexstylosae Manson, 1984
- Eriophyes similis (Nalepa, 1890)
- Eriophyes sorbi (G. Canestrini, 1891)
- Eriophyes spinosicolus Rainiss, 1940
- Eriophyes spiraeae (Nalepa, 1893)
- Eriophyes tabebuiae Cook, 1906
- Eriophyes talpoides (Heeger, 1863)
- Eriophyes tarbinskii Ponomareva, 1978
- Eriophyes tenuis Nalepa, 1891
- Eriophyes tetracerae Nalepa, 1914
- Eriophyes tiliaceus Nalepa, 1918
- Eriophyes tiliae (Pagenstecher, 1857)
- Eriophyes tiliaetomentosae Nalepa, 1918
- Eriophyes tiliarum (Pagenstecher, 1864)
- Eriophyes tomentosae Nalepa, 1918
- Eriophyes torminalis Nalepa, 1926
- Eriophyes totarae Manson, 1984
- Eriophyes tricheutes Nalepa, 1930
- Eriophyes viburni (Nalepa, 1889)
- Eriophyes villificus (Thomas, 1885)
- Eriophyes vitigineusgemmae Malchenkova, 1970
- Eriophyes wendlandiae Nalepa, 1921
- Eriophyes wisteriae Keifer, 1939
- Eriophyes xylostei Canestrini, 1891
- Eriophyes zhangyeensis Kuang & Luo, 1997